# Wervelingen Suites
Wervelingen was de derde poging van de Finse componist Uuno Klami om balletmuziek te schrijven. De complete titel luidt: "Wervelingen; symbolische dansscènes gebaseerd op de legende van Sampo" ("Pyörteita; Symbolisia tanssikuvaelmia Sampo-tarun tienoilta").

## Geschiedenis
Een eerste poging voor balletmuziek strandde in de late jaren 20. Daarna begon Klami aan een ballet, dat gebaseerd zou zijn op de Kalevala. Het ballet zou nooit worden voltooid, de restanten daarvan verschenen in de Kalevala Suite. In 1957 schreef de Wihuri Foundation een wedstrijd uit voor een opera of ballet. De inzending van Klami was daarbij succesvol, maar alleen de pianoversie voor de eerste akte was klaar. Door deze wedstrijd te winnen (oktober 1958) was Klami gedwongen verder te gaan, de eerste uitvoering van het totale werk moest plaatsvinden in de lente van 1959. Klami had ook de pianoversie voor akte 2 klaar, toen door onder meer onmin tussen de componist en de choreograaf George Gé er de klad in kwam. Klami schreef zelf nog dat hij het ballet klaar had, maar achteraf moet geconstateerd worden dat dat niet het geval was. Het ballet zou er niet komen. Wel gaf Klami het Fins Radiosymfonieorkest toestemming om de inmiddels georkestreerde tweede akte uit te voeren tijdens een concert en radio-uitzending. Vervolgens verdween alle muziek in de lade en raakte steeds verder zoek. In 1985, tijdens de voorbereiding voor het nieuwe Kalevalajubileum, werden de originele pianopartijen weer gevonden; de georkestreerde versie werd daarnaast gelegd en het bleek dat voor wat betreft akte 2 de zaak rond was; er zaten nauwelijks verschillen in de muziek. De georkestreerde akte 1 bleef zoek of is er nooit geweest; akte drie is nooit gevonden. Akte 1 zou in 1988 verschijnen in een georkestreerde versie van Kalevi Aho.

## Muziek
De muziek heeft alleen in de verte iets te maken met de Kalevala. Noch in de hoofdtitel noch in de titels van de delen wordt verwezen naar de Kalevala. Alleen in het voorwoord en één deeltje wordt verwezen naar de Sampo. Maar er is geen ijzergekletter; het zijn meer stemmige sfeerschetsen die Klami op papier had gezet in een dunne instrumentatie. Dat laatste was een gevolg van het feit dat het uitvoerend orkest het Fins Radiosymfonieorkest toen nog niet zoveel musici telde. De muziek is breed opgezet met lange lijnen met haast zangerige instrumentatie. Geen Sturm und Drang uit de romantiek of neoclassicisme, maar meer een poging van Klami om toe te treden tot de klassieke muziek van de 20e eeuw. Daarbij worden Claude Debussy, Maurice Ravel en Igor Stravinsky (Russische periode) niet losgelaten, maar tot het uiterste opgerekt. Het werk bevat verreweg de meeste dissonanten van Klami. Muziektheoretisch is het dan wellicht modern, luistering geeft een veel klassiekere indruk; meer de Russische balletten van wederom Stravinsky en bijvoorbeeld Sergej Prokofjev en Pjotr Iljitsj Tsjaikovski, maar dan met dissonanten.

## Delen
Suite nr. 1
1. Prelude
  1. Prelude
  2. Päivän poika ja päivän neidot (de jongen van de dag en de meisjes van de dag)
2. Kesäpäivän tansseja (dansen van een zomerdag)
  1. ronde I : Allegretto leggiero
  2. ronde II: Andantino
  3. ronde III: Allegro vigoroso
  4. ronde IV: Non troppo allegro
3. Kuun pioka (de jongen van de maan)

Suite nr. 2
1. Yön tansseja (dansen van de nacht)
  1. ronde V: Allegro commodo
  2. ronde VI: Lento e suave
  3. ronde VII: Poco sostenuto
  4. ronde VIII:Allegro assai
  5. ronde IX: kuun pojan houkutustanssi, Maestoso (de verleidingsdans van de jongen van de maan)
2. Finale: Pohjantähden ja Kuun pojan jäähyväistanssi (Afscheidsdans van de Poolster en de jongen van de maan)

## Bron
- Uitgave BIS Records : Symfonieorkest van Lahti o.l.v. Osmo Vänskä; een opname van 1993.